# ألفرد باستين
ألفرد باستين هو رسام ومدرس بلجيكي، ولد في 16 سبتمبر 1873 في إيكسل في بلجيكا، وتوفي في 7 يونيو 1955 في أوكَل في بلجيكا.